# سون أون سيو
سون أون سيو (بالكورية: 손은서)‏ هي ممثلة كورية جنوبية، ولدت يوم 26 يونيو 1985 في بوسان في كوريا الجنوبية. 

## روابط خارجية
- سون أون سيو على موقع IMDb (الإنجليزية)
- سون أون سيو على موقع روتن توميتوز (الإنجليزية)
- سون أون سيو على موقع قاعدة بيانات الفيلم (الإنجليزية)